# Steudnera kerrii
Steudnera kerrii är en kallaväxtart som beskrevs av François Gagnepain. Steudnera kerrii ingår i släktet Steudnera och familjen kallaväxter. Inga underarter finns listade.